# 雷日夫卡
51°15′4″N 34°14′59″E / 51.25111°N 34.24972°E
雷日夫卡（羅馬化：Ryzhivka）是位於烏克蘭東北部的村莊，由蘇梅州蘇梅區的比洛皮利亞市鎮負責管轄。該村處於謝伊姆河左岸，距離舊維爾基3公里，海拔高度139米，2001年人口857。
2024年6月9日，俄羅斯方面聲稱占领當地，烏方否認。